# 匍枝委陵菜
匍枝委陵菜（学名：Potentilla flagellaris）是蔷薇科委陵菜属的植物。分布在朝鲜、俄罗斯、蒙古以及中国大陆的辽宁、甘肃、黑龙江、山西、吉林、山东、河北等地，生长于海拔300米至2,100米的地区，常见于阴湿草地、水泉旁边以及疏林下。

## 别名
鸡儿头苗、蔓萎陵工菜（东北植物检索表）

## 异名
- Potentilla flagellaris Willd. ex Schlecht. var. oblongifolia Liou et C. Y. Li